# Grob Aircraft
Pour les articles homonymes, voir Grob.
Grob Aircraft, anciennement Grob Aerospace, est un constructeur aéronautique allemand.

## Histoire

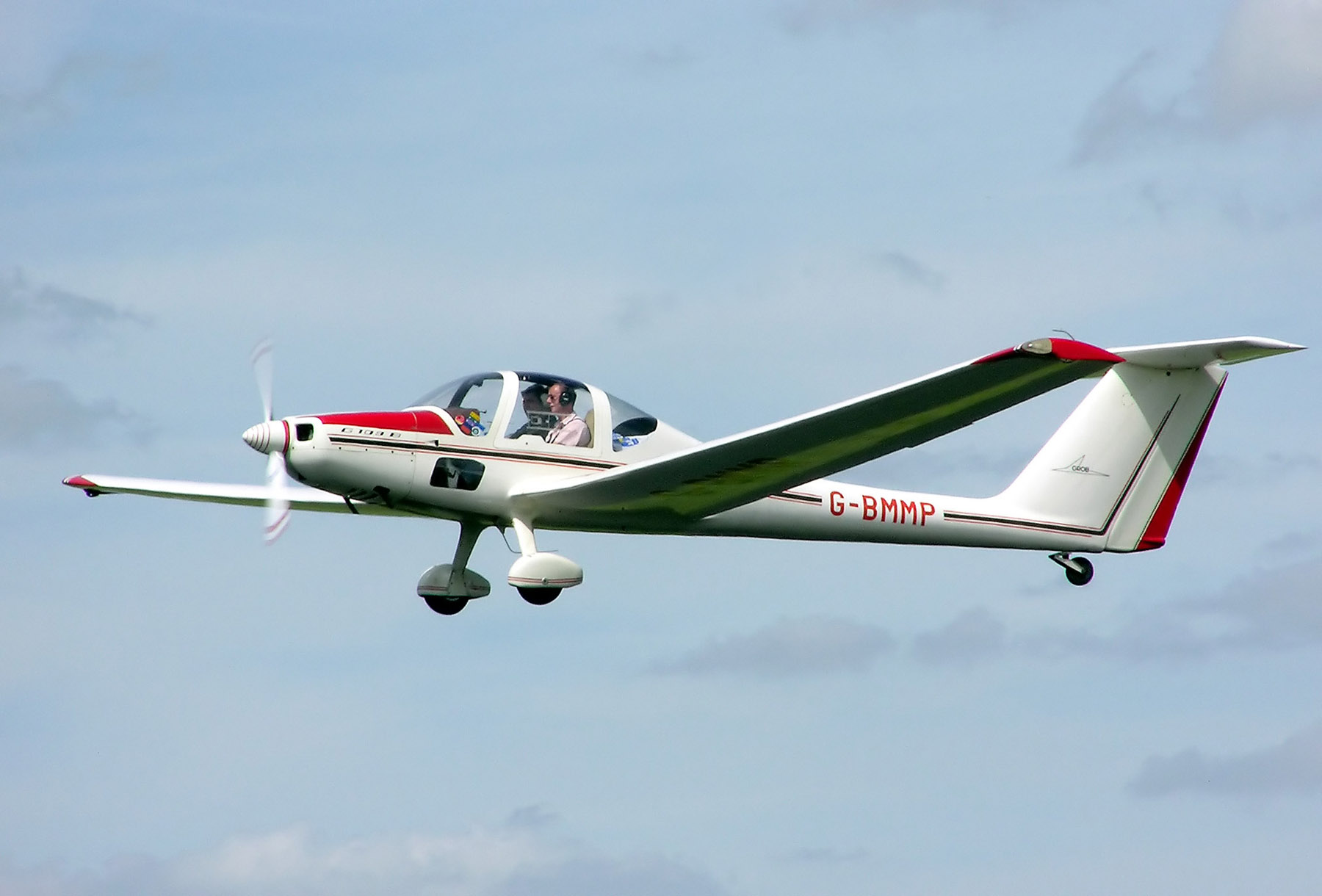
Le G 109b

La société Grob était au départ une usine aéronautique allemande fondée en 1926 par Ernst Grob à Munich. Au début, la production se limitait à des moteurs à combustion et à des machines-outils. En 1968, l'usine de Mindelheim (Bavière) fut construite. Grob y fabriquait des chaînes de transfert.
Le passage à l'industrie aéronautique se fit en 1971 avec la fabrication sous licence de plus de 200 planeurs du type Cirrus. À partir de 1973, l'usine commença à fabriquer son propre avion, le G 102 „Astir“, premier membre d'une longue lignée de planeurs d'entraînement, de tourisme et de voltige, monoplaces et biplaces.
La division aérospatiale Grob Luft- und Raumfahrt (devenue depuis Grob Aerospace) fut créée en 1971 par Burkhart Grob.
En 1974, Burkhart (fils héritier de Ernst Grob) construisit en plus l'usine aéronautique de Mattsies (de)-Tussenhausen près de Mindelheim. Le site de Munich fut abandonné en 1976.
Au début des années 1980, les usines Grob se concentrèrent sur les aéronefs motorisés, dont le premier fut le planeur de tourisme à moteur G 109A (en). L'un des problèmes résidait dans la faible puissance des moteurs alors disponibles, ce qui poussa l'usine à réaliser d'une part son moteur Grob 2500 de 90 ch qui équipa dès 1983 le motoplaneur G 109B. Par ailleurs, il y eut de nombreuses autres évolutions (notamment externes, comme chez la société Korff) avec des moteurs atteignant 130 ch, permettant désormais de tracter des planeurs à des prix avantageux.
La production de Grob se concentre aujourd'hui sur les avions de voltige aérienne à grande vitesse comme le G 140TP et les avions-écoles comme le G 115 et le G 120A. Entre-temps, le bureau d'études des usines Grob Aerospace a franchi un pas supplémentaire : le Grob SPn Utility Jet, un jet d'affaires pouvant transporter 8 passagers.
Au cours des années 1990, Grob développa un avion de recherche en haute altitude (euphémisme pour dire d'espionnage) désigné Grob Strato 2C entièrement réalisé en matériau composite.
Le groupe suisse Executive Jet Investments (EJI) dont le siège est à Zurich a créé à cet effet la société ExecuJet Aviation Group qui a acquis la majorité (90 %) de Grob Aerospace fin septembre 2006 et sera rebaptisée en Grob Aerospace AG. Burkhart Grob quitte la société à 80 ans après le premier vol du jet d'affaires Grob SPn entièrement en matériau composite mais conserve 10 % des parts.
Grob Aerospace rencontre des difficultés financières en 2008 et est racheté par la société H3 Aerospace en 2009. La société devient Grob Aircraft.

## Aéronefs
- Planeurs :
  - G 102 Astir
  - G 103 Twin Astir
  - G 104 (en) Speed Astir
- Avions :
  - G 109 (en)
  - G 110 (en)
  - G 115
  - G 120A / G 120TP (en)
  - G 140TP (en)
  - G 160
  - G 180 SPn
  - GF 200 (en)
  - G 520 Strato 1
  - G 850 Strato 2C
  - TPX Cobra